# Fécamp
Fécamp je francouzská obec v Normandii, ve které se nachází starý přístav specializující se na lov tresek. Nachází se v departmentu Seine-Maritime, na pobřeží Pays de Caux, přibližně 40 kilometrů severně od Le Havre.

## Geografie
Fécamp se nachází v údolí řeky Valmont, v srdci Pays de Caux na Alabastrovém pobřeží.

## Toponymie
První zmínka o názvu obce se objevuje v roce 875 v podobě fluvium Fiscannum, poté pak v roce 990 Fiscannus.
Název „Fécan“ se odvodil od výrazu fiscanu, Jedná se pravděpodobně o původní název řeky Valmont. Podobný způsob vzniku názvu místa od názvu řeky najde i na řadě jiných míst v departmentu Seine-Maritime (např. Eu, Dieppe apod.) i jinde.
Vysvětlení Augusta Longnona jakožto „fiskálního území“ (domaine du fisc) Albert Dauzat a Charles Rostaing do svého etymologického slovníku názvů míst ve Francii nepřevzali. Naproti tomu zařadili Fescamps (město v Somme v Pikardii) spolu s názvy typu Fêche-l'Église, Fesches-le-Châtel, atd. do oddílu Feissal týkající se latinského fiscus (královská pokladna), čímž bylo převzato vysvětlení Longnona. Ernest Nègre vychází z názorů svých předchůdců a stejně jako řada dalších Fécamp vyloučil ze skupiny názvů odvozených od latinského fiscus.
Longnon svůj výklad opírá o staré výrazy, avšak je třeba mimo jiné poznamenat, že existence termínu fisque je doložena teprve od 13. století. Jde o výraz vypůjčený z klasické latiny, což Longnonovy závěry vyvrací.
Následně byla též Gröhlerem spatřována spojitost s výrazem fiskhafn, odvozeného z germánského fisk (ryba) a hafn (přístav), přičemž toto vysvětlení pak upravili François de Beaurepaire a Ernest Nègre, kteří dovodili, že první část by mohla pocházet od germánského fisc (ryba), avšak druhou část už dále nevysvětlovali.
Spojení ryby s názvem řeky dává smysl a ve Francii se vyskytuje častěji, např. v názvu Fresquel, přítoku řeky Aude. Starobylé Fiscanum najdeme rovněž v Itálii v la Fisca v povodí Pádu, či v Německu je řada Fischah, Fischbach apod.

## Historie
Město získalo označení Města a kraje umění a historie.

### Období Galie a Starověkého Říma
Na jihovýchodě dnešního města se nacházelo oppidum (galská opevněná osada) nazývané Côte du Canada. Je možné ještě vidět zbytky hradeb postavených kolem poloviny 1. století př. n. l., zejména opevnění belgického typu.
Během římského období procházela cesta spojující Fécamp a Étretat místem, které se dnes nazývá Fond Pitron. Na místě této staré římské cesty se dnes nachází silnice D 940.
Hrob ženy, který pochází z doby kolem roku 400, byl v roce 1872 objeven na místě zvaném Le Carrel v blízkosti kostela svatého Štěpána (Église St Etienne). Podle obsahu se jednalo o hrob germánské aristokratky.

### Středověk
- V 7. století svatý Léger byl vyslán do Fécampu vyhnán, byl přijat v prvním klášteře, avšak jednalo se o ženský klášter. Kolem vévodského římského paláce byly nalezeny stopy doby Karlovců - mince a základy dvou kaplí.
- V 9. století region vyplenili Vikingové a zničili klášter. Podle pověstí se jeptišky prý dobrovolně zohyzdily ve tváři, aby se vyhnuly hanbě. Po roce 911 se z regionu kolem Fécampu stala oblast masivní invaze Normanů, jak dokazuje normandské názvosloví v místních názvech.[8] Nález pokladu v roce 1963, převážně franských a anglosaských mincí, dokresluje loupení a vymáhání výkupného, kterému byli místní obyvatelé vystaveni v době útoků Vikingů. Poklad byl zahrabán mezi lety 970 a 980.
- Tato masivní přítomnost anglo-dánů vysvětluje, proč první vévodové městu přikládali takovou důležitost. Narodil se zde normandský vévoda Richard I. a Richard II. (22. srpna 1027 zde zemřel).
- Richard I. řečený chrabrý, normandský vévoda, se narodil ve Fécampu v roce 933, cca 100 let po prvních nájezdech Vikingů v roce 851. Richard I. nechal zrekonstruovat kostel a jeho syn, Richard II., řečený dobrý, který pozval Viléma z Volpiana, aby znovu založil Opatství svaté Trojice ve Fécampu podle benediktinského řádu podle Clunyjské reformy. Richard chtěl původně pozvat Maïeula, opata z Cluny, ale ten to odmítl s tím, že nepůjde mezi piráty. Opatský kostel svaté Trojice by původně postaven v románském slohu ze světlého caenského vápence a kamene z Fécampu. Byl vysvěcen v roce 1106 arcibiskupem z Rouenu Guillaumem Bonne-Âme. V době Plantagenetů skriptorium ve Fécampu vytvořilo řadu iluminovaných rukopisů. Relikvie svaté Krve, druh svatého Grálu přitahoval rybáře a poutníky a přinesla tomuto benediktinskému opatství mnoho darů a to se stalo nejhonosnějším opatstvím Normandii, což dalo vzniknout rčení: „Z kterékoli strany vítr zavane, opat z Fécampu na tom vydělá.“ Po rozsáhlém požáru v roce 1168 bylo opatství zrekonstruováno v gotickém stylu.
- Na začátku 13. století kostel připadl do opatství Raoula d'Argences. V roce 1202 Jan Bezzemek Fécampu odsouhlasil městská práva. Krátce poté bylo město Filipem Augustem připojeno k francouzskému království.
- V 15. století Angličané město vypálili, poté jej okupovali a zřídili zde vlastní posádku. V roce 1449 byl Fécamp osvobozen.

### Moderní dějiny a současnost
Historie Fécampu spočívá, vedle opatství, především na přístavu založeného kolem 11. století. Přinesl stavbu lodí a i rybolov. V 18. století lov sleďů upadal, především kvůli zanesení přístavu pískem, holandské konkurenci, lákavosti anglického kontrabandu (pašeráctví) ale i nedostatku investic.
Od 19. století do poloviny 20. století Fécamp vykonával důležitou činnost: rybolov u břehů Newfoundlandu. Na začátku 20. století byla většina francouzských lodí pro tento rybolov vypravena z Fécampu, vrcholu bylo dosaženo v roce 1903, kdy přístav vybavil 73 rybářských lodí s mužstvem na palubě v počtu v průměru 35 mužů. To fungovalo až do 70. let 20. století, kdy Kanada zakázala přístup do rybářských oblastí.
Výpravy, nejdříve prováděné pomocí plachetnic trojstěžníků, mohly trvat i více než šest měsíců, doba, kdy se podpalubí naplnilo treskami, které byly z důvodu konzervace nasoleny. Rybolov se uskutečňoval pomocí malých loděk, na kterých pluli dva, nebo tři rybáři, a které se převážely na trojstěžnících zasunuté jedna v druhé, aby se ušetřil prostor na lodi. Velký počet těchto loděk se v mlze ztratil.
S následujícím technickým rozvojem plachetnice zmizely. Poslední trojstěžník Léopoldine pro lov tresky naposledy vyplul v roce 1931. Následně byla využívána parní plavidla a později lodě s dieselovými motory.
Do dnešních dnů už přetrvalo jen málo z rozsáhlého rybolovu, a i ten se omezuje spíše na pobřežní rybolov. Přístav Fécamp však zůstal v provozu, zejména díky dovozu dřeva. Dnes již existuje jen jedna francouzská loď, která se plavila k Newfoundlandu, jmenuje se Marité a byla vyrobena ve fécampských loděnicích v roce 1921. Národní námořnictvo používá ještě dvě plachetnice vyrobené ve Fécampu ve 30. letech: L' Étoile a Belle Poule.
Tesařské práce v Gotickém sále Benediktinského paláce rovněž zajistili tesaři z městské loděnice, a to v 19. století.
Alexandr Le Grand v 19. století založil Société Bénédictine pro výrobu likéru Bénédictine. Jeho vnuk Fernand Le Grand v polovině 20. let 20. století založil soukromou rozhlasovou stanici – Radio Fécamp. Úspěch přinesl rozšíření a přejmenování na Radio-Normandie a komerční rozhlasové vysílání, konkurenční k anglické BBC až do 2. světové války. V polovině 30. let 20. století Radio-Normandie rovněž zahájilo experimentální televizní vysílání, a to díky mladému inženýrovi Henrimu de France, který se po válce proslavil svým vynálezem televizního přístroje 819 lignes - tj. 819 vln (předchůdce televize s vysokým rozlišením) a barevné televize se SECAM.
Na útesech Cap Fagnet německá vojska v roce 1942 zahájila v rámci Atlantického valu stavbu baterie radarů, jehož experimentální model Mammut nikdy nebyl zprovozněn.

## Hospodářská činnost
Hospodářská činnost Fécampu se zaměřuje především na činnosti spojené s mořem. Fécamp je díky svému parku větrných elektráren rovněž producentem elektřiny.

## Vzdělání
Ve Fécampu se nacházejí čtyři střední školy (lycea):
- lyceum Anity-Conti
- lyceum La Providence, soukromé lyceum v centru města
- odborné lyceum Reného Descarta, které se nachází ve školním komplexu na plošině Saint-Jacques
- lyceum Guy de Maupassanta, které se nachází ve školním komplexu na plošině Saint-Jacques

Najdeme zde rovněž 4 vysoké školy:
- Vysoká škola Paula Berta (Le collège Paul Bert)
- Soukromá vysoká škola La Providence (Le collège La Providence)
- Vysoká škola Julese Ferryho (Le collège Jules Ferry)
- Vysoká škola George Cuviera (Le collège Georges Cuvier)

## Památky
- Kostel svatého Štěpána (Fécamp), historická památka
- benediktinský klášter
- Muzeum Newfoundlandu a rybolovu: muzeum o slavné námořní historii Fécempu, otevřené v roce 1988. Výprava rybářů, kteří po plavbě trvající dlouhé měsíce přistáli u břehů Newfoundlandu (nalodění, makety, nářadí), stavba a oprava lodí, plastický plán města, audiovizuální expozice a obrazy.
- Muzeum objevu čokolády.
- Památný dům: demeure du 16. století, řečený Maison à la fleur de lys a později Hôtel du grand cerf. Od roku 2005 se zde nachází městský archiv.
- Vila Émilie (začátek 20. století), ve stylu secese.
- Muzeum Paláce Bénédictine, otevřené v roce 1888 jeho zakladatelem Alexandrem-Prosper-Hubertem Le Grandem v budově se směsicí architektonických prvků a mísící se stylů gotiky, renesance a secese. Nachází se zde muzeum věnované ceněnému normandskému likéru, jakož i současné výstavy umění (Stabiles d'Alexander Calder - 2001).
- Kaple svaté Krve.
- Památníky úmrtí Charlese de Gaulla. Místo bylo přestavěno v letech 2006/2007.

## Osobnosti spojené s městem
- Richard I. Normandský (933-996).
- Eduard III. Vyznavač byl ve Fécampu v exilu.
- Vilém z Volpiana, piedmontský religionista a náboženský reformátor, narozený v roce 962 v Itálii a pohřbený ve Fécampu v roce 1031.
- Rémi z Fécampu, první biskup z Lincolnu.
- Wace, spisovatel, který ve Fécampu pobýval.
- Pierre de Fécamp, kronikář, který psal o historii Normandie.
- Louis-Thomas Dufour (1613-1647), filolog.
- Louis-Armand Chardin, (1755-1793), hudební skladatel.
- Alexandre Le Grand, průmyslník, vytvořil likér Bénédictine.
- Guy de Maupassant ve Fécampu bydlel.
- Paul Vasselin, republikánský politik.
- Gustave Lambert, hydrolog a výzkumník, žil ve Fécampu.
- Jacques Mazoyhie, fécampský rejdař.
- Jean Lorrain, spisovatel.
- Jean Accart, pilot za 2. světové války, narozený ve Fécampu.
- Pierre Carron (1932), sochař a malíř.
- Bella Pochez, členka odboje, žila ve Fécampu a zemřela v Auschwitz.
- Léon Dufour, pediatr, zakladatel Goutte de Lait.
- René Legros, vynálezce.
- Fernand Le Grand, průkopník nezávislého rozhlasu.
- José Carreno, výtvarník a poradce v oblasti nových technologií.
- Étienne Chicot, komik.
- Jean Gaumy, fotograf, žil ve Fécampu.
- Louis Levacher, malíř a sochař.
- Philippe Porée-Kurrer, romanopisec.
- David Belle (1973), vytvořil Parkur.
- Emile Jean Jules, řečený Jef Friboulet, malíř a sochař.
- Tony Parker, francouzský basketbalista, začínal ve Fécampu.
- Xavier Lecoeur, fécampský lodivod, vítěz transatlantické plavby Quebec - St. Malo. Nejmladší Francouz, který sám přeplul Atlantik.
- Alexandre Bertin, malíř
- Anita Conti, oceánoložka a fotografka

## Partnerská města
- Rheinfelden (Bade), Německo
- Mouscron, Belgie
- Vale of Glamorgan, Pays de Galles